# Algernon Maudslay
Algernon Maudslay (Tetbury, 10 gennaio 1873 – Winchester, 2 marzo 1948) è stato un velista britannico.
Partecipò ai giochi della II Olimpiade di Parigi nel 1900 a bordo dello yacht Scotia, con cui vinse due medaglie d'oro nelle gare della classe da mezza a una tonnellata e nella classe aperta.
Nel 1917, Maudslay, come segretario onorario del Comitato dei Rifugiati della Guerra Belga (Belgian War Refuges Committee), fu insignito del titolo di commendatore dell'Ordine dell'Impero Britannico. In seguito, fu anche membro della Croce Rossa britannica.

## Palmarès olimpico
| Anno | Manifestazione | Sede   | Evento         | Risultato |
| ---- | -------------- | ------ | -------------- | --------- |
| 1900 | Olimpiadi      | Parigi | Classe ½-1 ton | Oro       |
| 1900 | Olimpiadi      | Parigi | Classe open    | Oro       |